# Constance Rousseau
Pour les articles homonymes, voir Rousseau.
Constance Rousseau, née le 13 août 1989 dans le 14e arrondissement de Paris, est une actrice française.

## Biographie
Constance Rousseau fait ses débuts dans le film Tout est pardonné de Mia Hansen-Løve pour lequel elle est remarquée lors du Festival du film de Cabourg où elle remporte le « Prix Premier rendez-vous ». Elle poursuit ensuite des études de lettres modernes tout en tenant ponctuellement des rôles dans des courts métrages et longs-métrages, dont Un monde sans femmes de Guillaume Brac, ainsi comme dans plusieurs films télé,. En 2017, elle tient l'un des rôles principaux dans Le Secret de la chambre noire de Kiyoshi Kurosawa.

## Filmographie

### Cinéma
- 2007 : Tout est pardonné de Mia Hansen-Løve – Pamela adolescente
- 2011 : Kataï (court métrage) de Claire Doyon – Lucie
- 2011 : Un monde sans femmes (moyen métrage) de Guillaume Brac – Juliette
- 2012 : Pisseuse (court métrage) de  Géraldine Keiflin[6]
- 2013 : Simon Killer d'Antonio Campos – Marianne
- 2014 : L'Année prochaine de Vania Leturcq – Clothilde
- 2016 : Le Secret de la chambre noire de Kiyoshi Kurosawa – Marie Hégray
- 2019 : Deux Fils de Félix Moati – Iris
- 2021 : Cette musique ne joue pour personne de Samuel Benchetrit - Roxane

### Télévision
- 2009 : Le Bourgeois gentilhomme de Christian de Chalonge – Lucile
- 2011 : La Mauvaise Rencontre de Josée Dayan – Marianne
- 2014 : Ceux de 14 (mini-série) de Didier Dolna et Olivier Schatzky